# تومي دونكان (لاعب كرة قدم)
تومي دونكان (بالإنجليزية: Tommy Duncan)‏ هو لاعب كرة قدم بريطاني في مركز الهجوم، ولد في 15 يوليو 1936 في Portsoy ‏ في المملكة المتحدة. لعب مع نادي فالكيرك.